# NGC 5939
NGC 5939 est une galaxie spirale située dans la constellation de la Petite Ourse. Sa vitesse par rapport au fond diffus cosmologique est de 6 684 ± 4 km/s, ce qui correspond à une distance de Hubble de 98,6 ± 6,9 Mpc (∼322 millions d'al). NGC 5939 a été découverte par l'astronome américain Lewis Swift en 1883.
NGC 5939 présente une large raie HI.
À ce jour, trois mesures non basées sur le décalage vers le rouge (redshift) donnent une distance de 83,667 ± 0,987 Mpc (∼273 millions d'al), ce qui est à l'extérieur des valeurs de la distance de Hubble. Notons que c'est avec la valeur moyenne des mesures indépendantes, lorsqu'elles existent, que la base de données NASA/IPAC calcule le diamètre d'une galaxie et qu'en conséquence le diamètre de NGC 5939 pourrait être d'environ 27,2 kpc (∼88 700 al) si on utilisait la distance de Hubble pour le calculer.

## Supernova
La supernova SN 2004ax a été découverte dans NGC 5939 le 21 mars 2004 par D. Singer et W. Li dans le cadre du programme LOSS (Lick Observatory Supernova Search) de l'observatoire Lick. Cette supernova était de type Ic.

## Groupe de NGC 5939
NGC 5939 fait partie d'un trio de galaxies qui porte son nom. Les deux autres galaxies du groupe de NGC 5939 sont IC 1129 et 1531+6744, une abréviation non conventionnelle employée par Mahtessian pour CGCG 1531.4+6744, la galaxie UGC 9896.